# Geophilus erzurumensis
Geophilus erzurumensis är en mångfotingart som först beskrevs av Chamberlin 1952.  Geophilus erzurumensis ingår i släktet Geophilus och familjen storjordkrypare.
Artens utbredningsområde är Turkiet. Inga underarter finns listade i Catalogue of Life.